# دین استوریج
دین استوریج (انگلیسی: Dean Sturridge؛ زادهٔ ۲۶ ژوئیهٔ ۱۹۷۳) بازیکن فوتبال اهل بریتانیا است.
از باشگاه‌هایی که در آن بازی کرده‌است می‌توان به باشگاه فوتبال تورکی یونایتد، باشگاه فوتبال ولورهمپتون واندررز، باشگاه فوتبال شفیلد یونایتد، باشگاه فوتبال کویینز پارک رنجرز، باشگاه فوتبال کیدرمینستر هاریرس، باشگاه فوتبال لستر سیتی، و باشگاه فوتبال دربی کانتی اشاره کرد.